# Phạm Văn Ký
Phạm Văn Ký, sinh ngày 10.7.1910 tại Thị xã An Nhơn, tỉnh Bình Định, Việt Nam, từ trần ngày 27.4.1992 tại Créteil, Val-de-Marne, Pháp, là nhà văn người Việt Nam, đã đoạt Giải thưởng lớn cho tiểu thuyết của Viện hàn lâm Pháp năm 1961.

## Tiểu sử
Ông sinh ngày 10.7.1910; nhưng các nguồn khác nói là năm 1913 hoặc 1916, trong một gia đình có 13 người con.
Theo nhà văn Nguyễn Vỹ thì ông Ký học Trung học ở Sài Gòn, còn theo Jack A. Yeager thì ông Ký học ở Hà Nội.
Năm 1936, ông được trao giải "Premier prix de Poésie aux Jeux Floraux d'Indochine" cho một tập thơ viết bằng tiếng Pháp. Ông cũng là người đầu tiên viết lời giới thiệu cho tập thơ "Gái Quê" của nhà thơ Hàn Mặc Tử năm 1936. Ông từng làm biên tập viên cho vài tờ báo tiếng Pháp ở Bình Định, Huế, Sài Gòn, sau đó sang Pháp học ở đại học Sorbonne, nhưng không bao giờ hoàn thành được học vị của mình vì Chiến tranh thế giới thứ II.
Ông cư ngụ ở Paris từ năm 1938. Từ năm 1946, ông kết hôn với nữ diễn viên kịch Yvonne Gaudeau, hội viên "Hội kịch nghệ Pháp". Năm 1970, ông cùng phái đoàn Việt kiều yêu nước về thăm quê lần đầu tiên sau 31 năm xa cách rồi lại quay lại Pháp. Ông đã cư ngụ tại Maisons-Alfort, ngoại ô thành phố Paris cho tới khi từ trần tại bệnh viện Henri-Mondor ở Créteil.

## Tác phẩm

### Tiếng Việt
- Kiếm hoa (Tiểu thuyết)
- Con đường thiên lý số 1 (Tiểu thuyết, chưa được xuất bản)
- Đường về nước (Thơ)

### Tiếng Pháp
- Une voix sur la voie, thơ (Hanoi, 1936)
- Fleur de Jade, thơ (1943)
- 1946: L'Homme de nulle part: légendes
- Frères de sang (Paris: Editions du Seuil, 1947), tiểu thuyết (Margaret Mauldon dịch sang tiếng Anh với tên Blood Brothers (New Haven: Yale Southeast Asia Studies, 1987)
- 1954: Celui qui régnera (tiểu thuyết)
- Les Yeux courroucés (Paris: Gallimard, 1958), tiểu thuyết
- Les Contemporains (Paris: Gallimard, 1959), tiểu thuyết
- Perdre la demeure (Paris: Gallimard, 1961), tiểu thuyết, (đoạt Giải thưởng lớn cho tiểu thuyết của Viện hàn lâm Pháp) năm 1961; Phạm Văn Ba dịch sang tiếng Việt với tên "Mất nơi ở", Hà Nội - Nhà xuất bản Hội Nhà Văn, 2006)
- Poèmes sur soie, thơ (1961)
- Des Femmes assise çà et là, (Paris: Gallimard, 1964), tiểu thuyết
- Le Rideau de pluie, drama (1974)
- Danse avant l'Aube, "ballet-poème"